# Kalmia microphylla
Kalmia microphylla là một loài thực vật có hoa trong họ Thạch nam. Loài này được (Hook.) A. Heller mô tả khoa học đầu tiên năm 1898.

## Hình ảnh

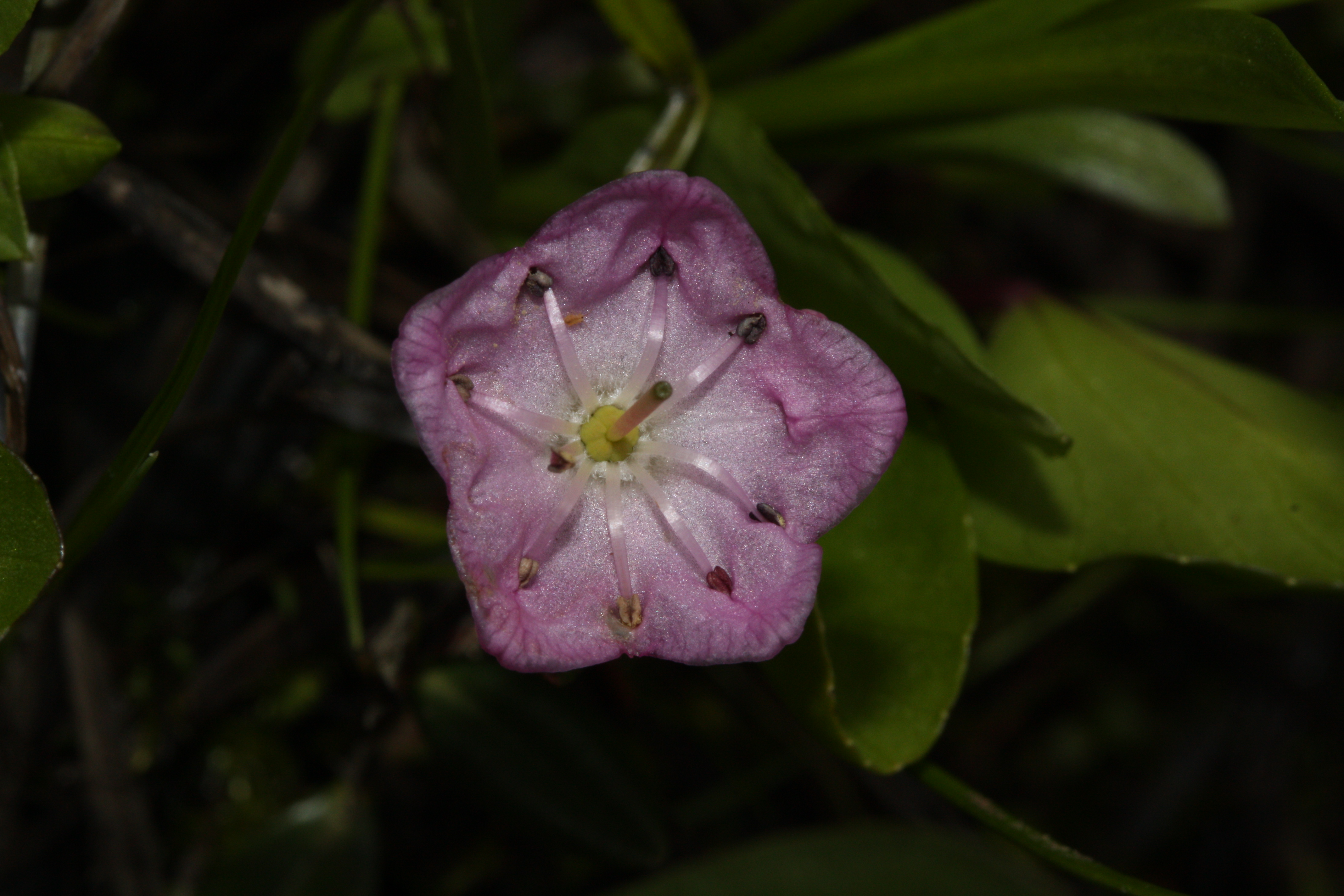
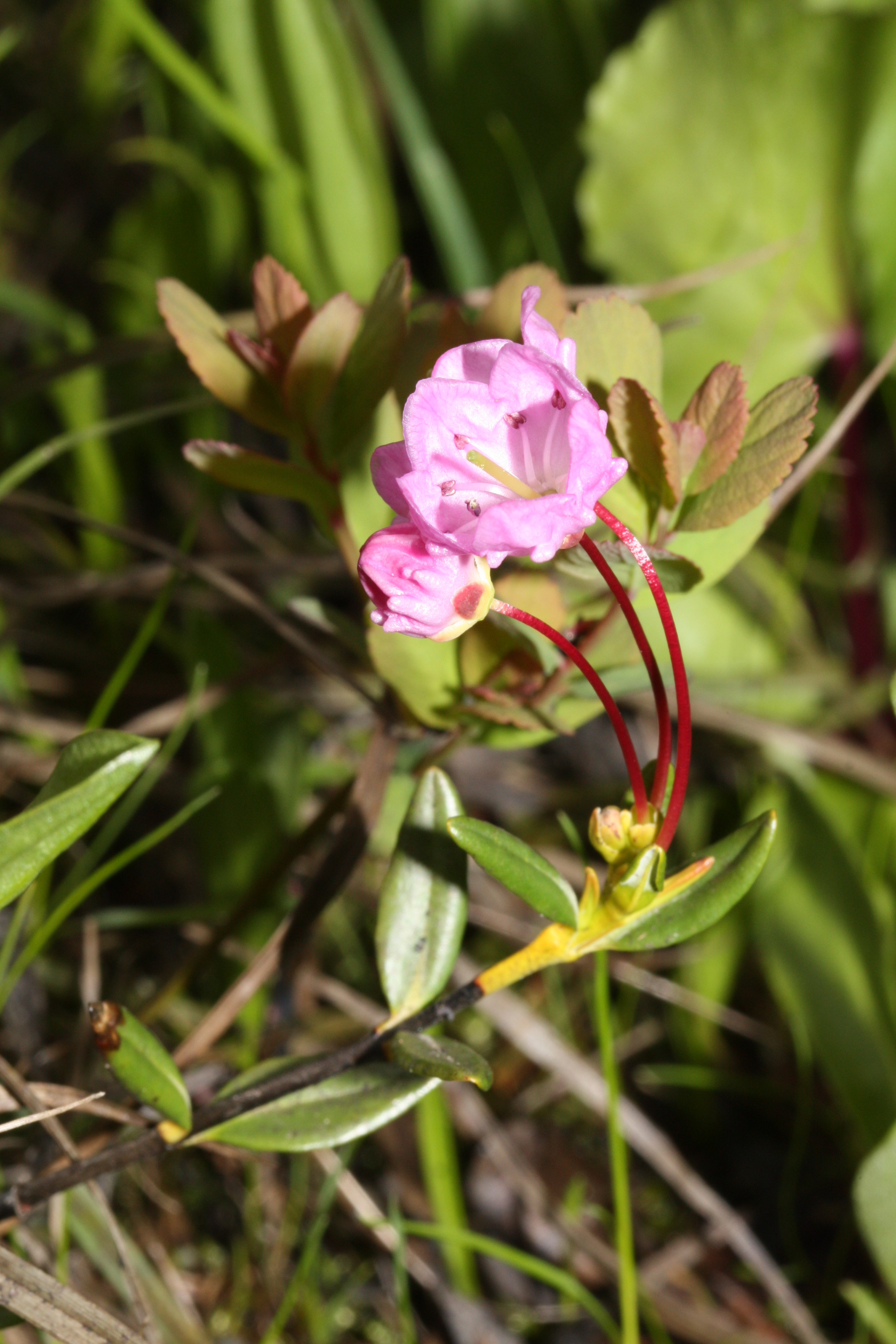
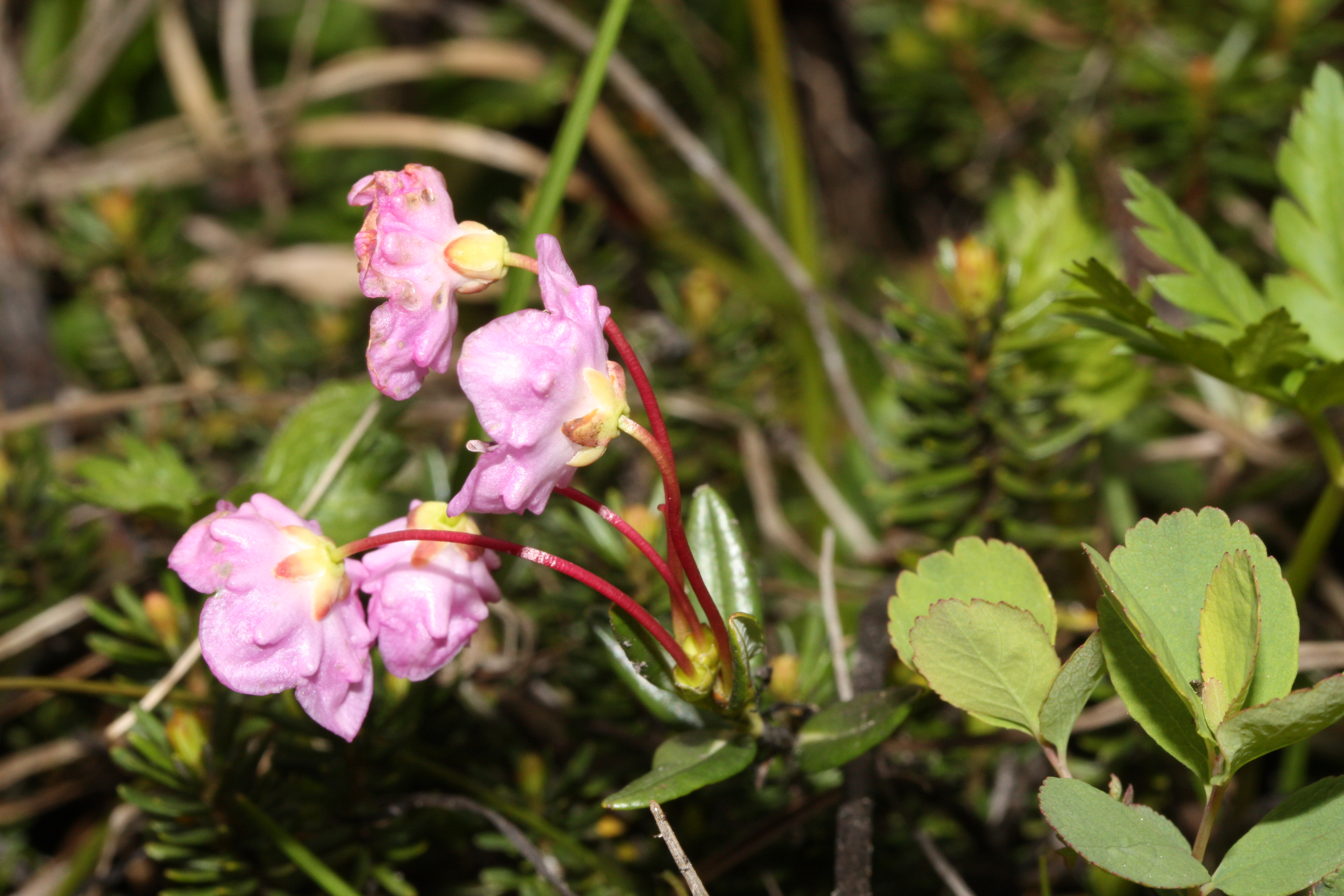
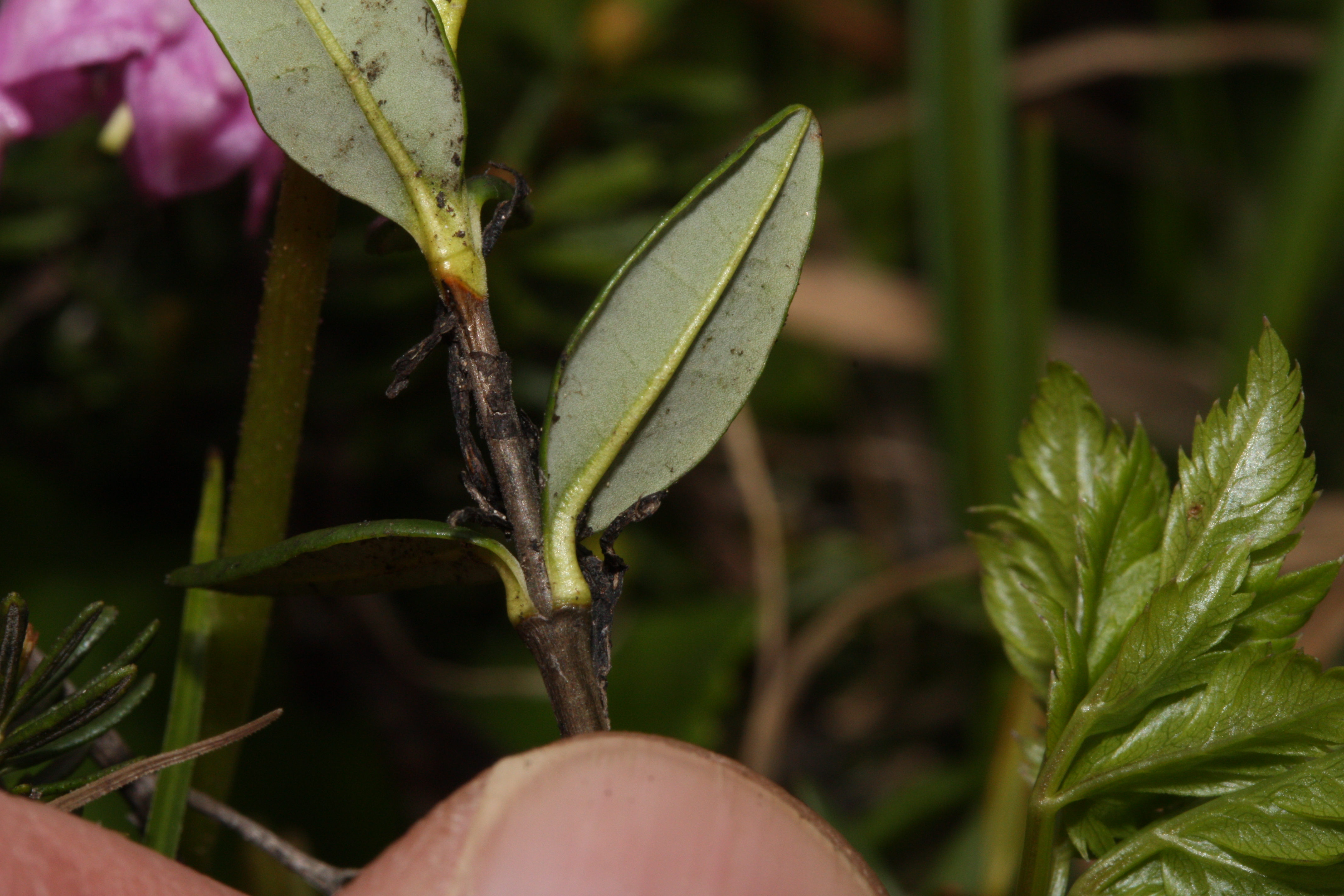